# Metanephrops challengeri
La langosta de Nueva Zelanda (Metanephrops challengeri) es una especie de langosta que vive en torno a las costas de Nueva Zelanda a profundidades de entre 250 m y 1000 m. Se captura, desde finales del decenio de 1980 mediante pesca de arrastre.

## Historia natural
Metanephrops challengeri construye una madriguera en el sedimento en el que pueden pasar una elevada proporción de su tiempo. En sus primeras etapas de la vida muda varias veces al año, y probablemente una vez al año después de la madurez sexual. Pueden vivir durante al menos 15 años. Su desarrollo larvario es probablemente muy corto, posiblemente solo menos de tres días.